# PLPPR2
PLPPR2 (англ. Phospholipid phosphatase related 2) – білок, який кодується однойменним геном, розташованим у людей на короткому плечі 19-ї хромосоми. Довжина поліпептидного ланцюга білка становить 343 амінокислот, а молекулярна маса — 36 880.
| 10         |  | 20         |  | 30         |  | 40         |  | 50         |
| ---------- |  | ---------- |  | ---------- |  | ---------- |  | ---------- |
| MAGGRPHLKR |  | SFSIIPCFVF |  | VESVLLGIVI |  | LLAYRLEFTD |  | TFPVHTQGFF |
| CYDSTYAKPY |  | PGPEAASRVP |  | PALVYALVTA |  | GPTLTILLGE |  | LARAFFPAPP |
| SAVPVIGEST |  | IVSGACCRFS |  | PPVRRLVRFL |  | GVYSFGLFTT |  | TIFANAGQVV |
| TGNPTPHFLS |  | VCRPNYTALG |  | CLPPSPDRPG |  | PDRFVTDQGA |  | CAGSPSLVAA |
| ARRAFPCKDA |  | ALCAYAVTYT |  | AMYVTLVFRV |  | KGSRLVKPSL |  | CLALLCPAFL |
| VGVVRVAEYR |  | NHWSDVLAGF |  | LTGAAIATFL |  | VTCVVHNFQS |  | RPPSGRRLSP |
| WEDLGQAPTM |  | DSPLEKNPRS |  | AGRIRHRHGS |  | PHPSRRTAPA |  | VAT        |

A: Аланін

C: Цистеїн

D: Аспарагінова кислота

E: Глутамінова кислота

F: Фенілаланін

G: Гліцин

H: Гістидин

I: Ізолейцин

K: Лізин

L: Лейцин

M: Метіонін

N: Аспарагін

P: Пролін

Q: Глутамін

R: Аргінін

S: Серин

T: Треонін

V: Валін

W: Триптофан

Кодований геном білок за функціями належить до гідролаз, фосфопротеїнів. 
Задіяний у такому біологічному процесі, як альтернативний сплайсинг. 
Локалізований у мембрані.